# 寬頭盤鮈
宽头盤鮈（学名：Discogobio laticeps）为輻鰭魚綱鯉形目鲤科盤鮈屬的鱼类。在中国，分布于贵州省贞丰县大田河等。该物种的模式产地在贵州省贞丰县大田河。體長可達13.6公分。